# Pierino Gavazzi
Piermattia (Pierino) Gavazzi (Provezze di Provaglio d'Iseo, Llombardia, 4 de desembre de 1950) és un ciclista italià, ja retirat, que fou professional entre 1973 i 1992. Fou un dels millors esprinters dels anys setanta i els vuitanta. Durant la seva carrera professional aconseguí més de 60 victòries. Destaquen la Milà-Sanremo de 1980, tres edicions del Campionat d'Itàlia en ruta (1978, 1982 i 1988) i cinc etapes del Giro d'Itàlia en les disset participacions a la cursa italiana.
Una vegada retirat va exercir d'entrenador en diversos equips ciclistes amateurs i entre el 2006 i el 2012 fou el director esportiu de l'equip Amore & Vita-McDonald's.

## Palmarès
- 1974
  - 1r del Gran Premi de Cecina
  - Vencedor d'una etapa del Giro d'Itàlia
- 1975
  - Vencedor de 3 etapes de la Volta a Catalunya
- 1976
  - 1r del Giro delle Marche
  - Vencedor d'una etapa de la Volta a Catalunya
- 1977
  - 1r al Giro de la Pulla
  - 1r del Gran Premi de Pralboino
  - Vencedor d'una etapa del Giro d'Itàlia
- 1978
  -  Campió d'Itàlia en ruta
  - 1r a la Milà-Torí
  - Vencedor d'una etapa del Giro d'Itàlia
  - Vencedor d'una etapa del Tour de Romandia
  - 1r del Gran Premi de Cecina
  - 1r del Gran Premi d'Arma di Taggia
  - 1r del Gran Premi de Pianello di Ostra
- 1979
  - 1r del Giro de Campania
  - 1r al Trofeu Laigueglia
- 1980
  - 1r de la Milà-Sanremo
  - 1r de la París-Brussel·les
  - 1r del Giro de Romagna
  - 1r del Gran Premi de Codogno
  - 1r del Gran Premi de Turbigo
  - 1r del Gran Premi de San Vendemiano
  - Vencedor d'una etapa del Giro de la Pulla
- 1981
  - 1r del Giro dell'Emilia
  - 1r al Gran Premi de la indústria i l'artesanat de Larciano
  - 1r del Gran Premi de Montelupo
  - 1r del Gran Premi de Maracaibo
  - 1r del Gran Premi de Cavo dell'Elba
  - Vencedor d'una etapa del Giro d'Itàlia
- 1982
  -  Campió d'Itàlia en ruta
  - 1r del Giro dell'Emilia
  - 1r de les Tres Valls Varesines
  - 1r del Giro del Vèneto
  - Vencedor d'una etapa de la Volta a Suïssa
  - Vencedor d'una etapa del Giro de la Pulla
  - 1r del Gran Premi d'Enna
  - 1r del Gran Premi de Palermo
  - 1r del Gran Premi de Capo d'Orlando
  - 1r del Gran Premi de San Pietro Belvedere
- 1983
  - 1r del Giro de la Província de Reggio Calàbria
  - Vencedor de 2 etapes del Giro de la Pulla
- 1984
  - 1r del Trofeu Pantalica
  - 1r de les Tres Valls Varesines
  - 1r del Giro de Romagna
  - 1r al Gran Premi de la Indústria i el Comerç de Prato
- 1985
  - 1r al Trofeu Matteotti
  - 1r de la Niça-Alassio
  - 1r al Gran Premi de la indústria i l'artesanat de Larciano
  - 1r del Gran Premi de Bologna
- 1986
  - 1r del Trofeu Milazzo
- 1987
  - Vencedor d'una etapa de la Setmana Siciliana
- 1988
  -  Campió d'Itàlia en ruta
  - 1r a la Coppa Placci
- 1989
  - 1r al Trofeu Laigueglia
  - 1r al Gran Premi de la Indústria i el Comerç de Prato
  - 1r del Gran Premi de Carbonera

### Resultats al Giro d'Itàlia
- 1973. 85è de la classificació general
- 1974. Abandona (21a etapa). Vencedor d'una etapa
- 1975. 52è de la classificació general
- 1976. 68è de la classificació general
- 1977. 80è de la classificació general. Vencedor d'una etapa
- 1978. 63è de la classificació general. Vencedor d'una etapa
- 1979. 50è de la classificació general
- 1980. 56è de la classificació general. Vencedor d'una etapa
- 1981. 64è de la classificació general. Vencedor d'una etapa
- 1982. Abandona (21a etapa)
- 1983. 98è de la classificació general
- 1984. 64è de la classificació general
- 1985. 48è de la classificació general
- 1986. 106è de la classificació general
- 1987. 71è de la classificació general
- 1988. 67è de la classificació general
- 1990. Abandona (16a etapa)

### Resultats al Tour de França
- 1975. Abandona (15a etapa)
- 1976. 63è de la classificació general